# 新幹線不在仮定
新幹線不在仮定（しんかんせんふざいかてい）とは、「もし、東海道新幹線をはじめとする各新幹線が存在しなかったら、どうなっていたか」という思考実験のための仮定（予想）である。

## 仮定の背景
1964年10月に東海道新幹線が開業したことで、日本は高速鉄道という大量の乗客を素早くかつ定時に運ぶ手段を手にしたわけであるが、この建設時には欧米において既に鉄道が斜陽化していたことから、これからは日本でも自動車と航空機の時代になるとして、反対が強かった。「世界三大馬鹿」の一つになると評する者まで現れるほどだった。
そのため、東海道新幹線が開業してこれが大きな成功を収め、諸外国でも高速鉄道への再評価がなされたこと（フランスにおけるTGVなど）から、鉄道の優位性を示すために、「もし東海道新幹線が開業しなかった場合の仮定」というのが考え出されるようになった。この仮定は、同新幹線の輸送力の大きさを指し示すためにも用いられた。

## 山之内秀一郎（JR東日本元会長）の仮定
「新幹線がなかったら」山之内秀一郎（東京新聞出版局 ISBN 978-4-8083-0658-8）
- 東海道本線の列車は、当時はまだ航空機との運賃格差が大きかったから利用されていたが、これが縮まれば航空機に移行するだろう。
- 東海道新幹線の客を全て航空機で運ぶ場合、現状で世界一を誇る東京 - 札幌間の9倍もの客が、東京 - 大阪間に集中することになる。
- バスで同様に全ての客を運ぶ場合、40人乗りなら10秒間隔に発車させなければならない。
- 1998年のイギリスの雑誌「エコノミスト」によれば、新幹線が自動車での移動にすべて代替されたとするなら、交通事故による死者は毎年1800人増加、負傷者は10000人増加しただろう。
- 日本の高度経済成長は、不可能であったかもしれない。

## 川島令三（鉄道評論家）の仮定
「鉄道再生論」川島令三（中央書院 ISBN 978-4-88732-125-0）
- 東海道本線は衰退し、都市部を除いて鉄道は高速道路と航空路に取って代わられる。
- 高速道路は慢性渋滞し、空路も常に満席となって社会問題となる。
- 空港は羽田、成田、関空、伊丹の他、関東では厚木や横田や立川など、関西では淡路島や琵琶湖辺りにも出来て、日本中が空港だらけになる。
- 高速道路は東京大阪間に現状より3・4本は多く造られ、最高時速200km/hの道路も出来るだろう。
- 以上より排気ガスや振動の公害は、新幹線のそれとは比較にならないほど深刻になる。
- また交通事故も当然ながら交通量の増える分多発し、航空機でもいくらか事故が起こるであろうから、毎年1万人以上の死者が出る事は予想される（参考までに東京（羽田） - 大阪（伊丹）を飛んでいた航空機が墜落した1985年の日本航空123便墜落事故では、520名もの死者数を記録している（機体の修理ミスが原因）。これは航空単独事故では史上最悪の死者数である。それに対して新幹線は、乗員のミスや車両、設備のトラブルを原因とする死亡事故は、1995年の三島駅乗客転落事故のみである。（2015年の「東海道新幹線火災事件」は、車内での焼身自殺を目的とした放火が原因のため、事故ではなくテロ、もしくは事件として扱われる）。

## 不在仮定の実証

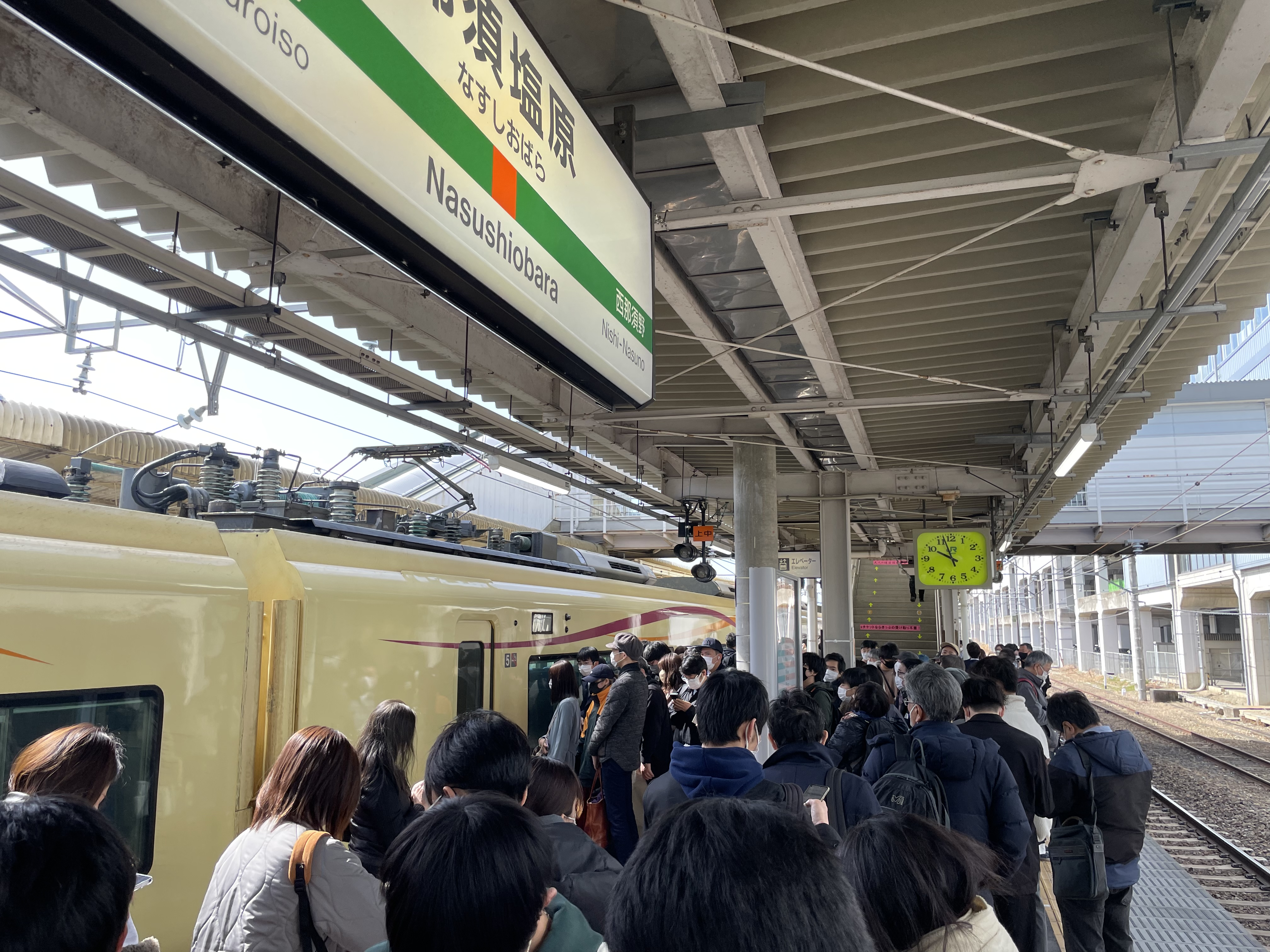
（参考）東北新幹線が2022年に東北新幹線脱線事故の影響で長期間運休した際には、在来線の東北本線で代替輸送が行われたが、元の輸送力を満たすには至らなかった。
写真は、仙台行き臨時快速を待つ乗客で溢れた那須塩原駅のホーム。

1964年に開業した東海道新幹線はその後の列車増発等酷使が祟って1974年頃運休や大幅な遅れが相次いだ。そこで国鉄は同年新幹線を総点検し、その結果を踏まえて1976～1982年まで計44回シーズンオフの水曜日に東海道新幹線の列車を午前中全て止めて若返り工事を行った。国の大動脈を半日止めると混乱が予想された為、国鉄は在来線列車や東名ハイウェイバス等を増発した。その時曽根悟は半日運休中に新幹線利用者はどうしたのか、航空利用者数や高速道路交通量、そして前後の日や週の利用者数など手を尽くして調査した。その結果大きな混乱は起こらず、他の交通機関や他の日にちの利用者数が大きく増加したわけでもなかった。つまり曽根は「旅行の手段として新幹線を利用する」ではなく「新幹線があるから旅行する」という新幹線がなければ膨大な需要が発生しないと結論づけたのである。
- 講談社ブルーバックス「新幹線50年の技術史」曽根悟著より